# Konventikelplakat
Konventikelplakaten var et dekret udstedt af Christian den 6. den 13. januar 1741. Det forbød religiøse sammenkomster (en konventikel) i hjemmene uden sognepræstens samtykke og tilstedeværelse.
Pietismen lagde store vægt på den individuelle tro, og derfor kunne dette udgøre en fare for enheden i Danmarks statskirke. Den danske stat tog i 1700-tallet brodden af pietismen ved at gøre den til statsreligion. Den gren af pietismen, som man antog, var den hallensiske pietisme, der havde et positivt forhold til stat og kirke. 

Det viste sig dog, at der skulle en mere stram lovgivning til for at holde styr på de mere radikale pietister, og det førte derfor til dette dekret i 1741.
Dekretet slog fast, at kun sognepræsten måtte holde disse møder og også tale ved dem. Naturligvis måtte man gerne i familien holde morgen- og aftenandagt uden præstens medvirken, men der måtte ikke inviteres folk til for at holde denne andagt. En undtagelse var dog små møder for en snæver flok, hvor man kortfattet talte om Bibelen. Disse møder skulle naturligvis være godkendt af den lokale sognepræst.
Dekretet i praksis blev ophævet af den senere Christian den 8. i 1839 under indtryk af de gudelige vækkelser